# 宁海军
宁海军，中国古代的军。
金朝天会二年（1124年）刘豫置，治所在牟平县（今山东省烟台市牟平区）。大定二十二年（1182年），升为宁海州。